# Тісовець
Тісовець — річка в Україні, у Сторожинецькому районі Чернівецької області. Права притока Серету (басейн Дунаю).

## Опис
Довжина річки приблизно 7,1 км. Формується з багатьох безіменних струмків та водойм.

## Розташування
Бере початок на південному сході від села Зруб-Комарівського. Тече переважно на північний схід через село Панку і впадає у річку Серет, ліву притоку Дунаю.